# Asian German Sports Exchange Programme

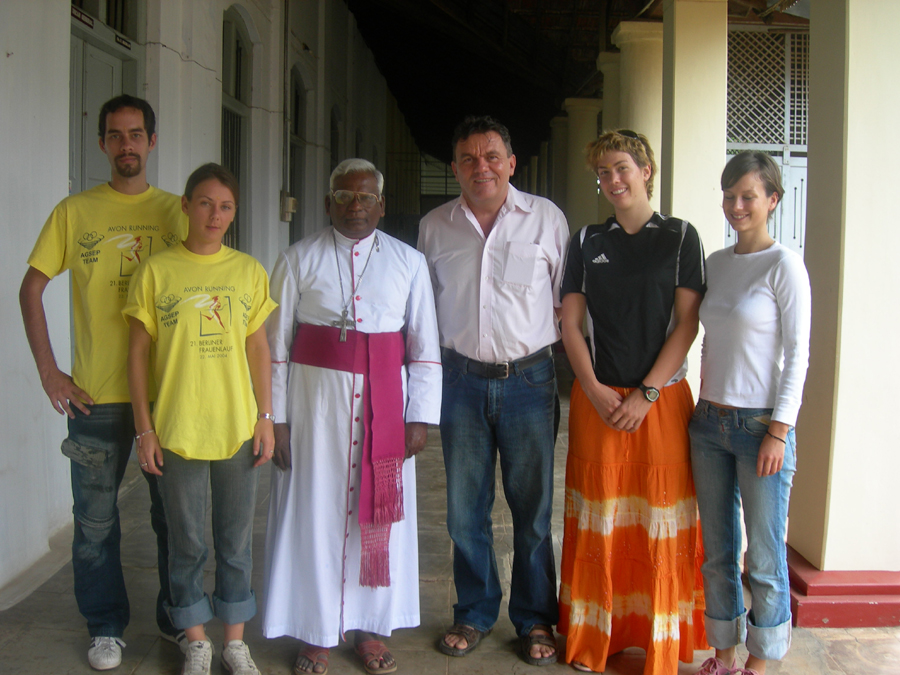
Besuch einer AGSEP-Delegation beim Bischof von Jaffna, um den Sportaustausch mit dem tamilischen Norden Sri Lankas auszubauen (2006)

Die Asian German Sports Exchange Programme (AGSEP) ist eine nicht kommerzielle Nichtregierungsorganisation, die sich zur Aufgabe gemacht hat, den Friedensprozess, vor allem in Sri Lanka, nachhaltig durch das Motto „connecting sportspeople“ mitzugestalten.

## Interkulturelle Kommunikation

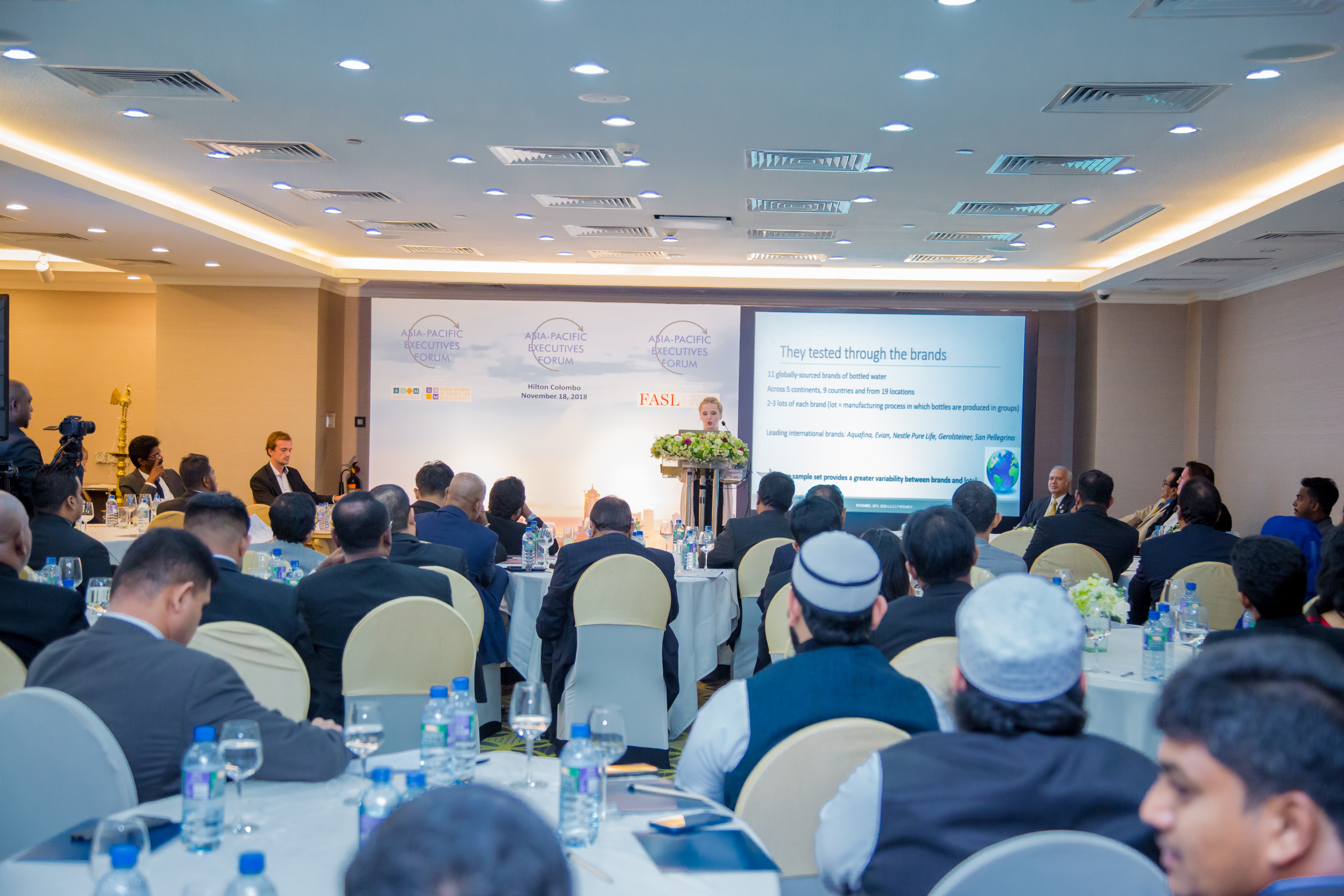
Elina Gansweith, eine AGSEP-Praktikumsstudentin, spricht auf dem „Asia-Pacific Executives Forum“, das am 18. November, 2018 im Hilton Colombo stattfand, über „Micro Plastic in Bottled Drinking Water“.

Das Ziel ist es, durch den Sport Menschen zu verbinden. In diesem Sinne ist Sport eine Form sozialer Kommunikation, die sich über Sprachbarrieren und herrschende Konflikte hinwegsetzt.
Seit mehr als 15 Jahren werden Freundschaftsspiele mit Hin- und Rückspielen zwischen asiatischen (Sri Lanka, Thailand, Vietnam, Malediven) und hauptsächlich deutschen Sportvereinen in verschiedenen Bereiche wie beispielsweise Tischtennis, Badminton, Volleyball, Fußball, Hockey, Kampfsport oder Tanzen.
Die Organisation ist Partner zweier Ministerien zudem Sportreiseveranstalter.

## Sri Lanka
In Sri Lanka arbeitet die Organisation u. a. als beratende NGO für das Ministerium für Rehabilitation. Dieses Ministerium ist vor dem Hintergrund des vor einigen Jahren initiierten Friedensprozesses und des Wiederaufbaues der Nordregionen (unter LTTE-Kontrolle) Sri Lankas geschaffen worden. Besonders das Wanni-Gebiet wurde durch langjährige militärische Auseinandersetzungen in den letzten 20 Jahren sehr in Mitleidenschaft gezogen und der Wiederaufbau der Infrastruktur ist vonnöten.
Die Organisation (mit Consultative Status mit Ministry of Assisting Wanni Rehabilitation) unterstützt z. B. durch eigene Programme Maßnahmen in den Flüchtlingslagern Puttalams und initiiert für die dort lebenden Internally Displaced Persons Sportprogramme. AGSEP-Praktikanten waren bis einschließlich 15. Dezember 2003 im Ministerium for Rehabilitation, Refugees and Resettlement engagiert. AGSEP unterhielt im Ministerium ein ständiges Büro.
Seitdem haben sich die Schwerpunkte des Austausches auf den interkulturellen Aspekt innerhalb Sri Lankas gerichtet, insbesondere auf den Süd-/Nordaustausch, da in den vergangenen 20 Jahren beinahe kein Jugendaustausch zwischen den Nordregionen und dem Süden des Landes stattfinden konnte.

## Tsunami

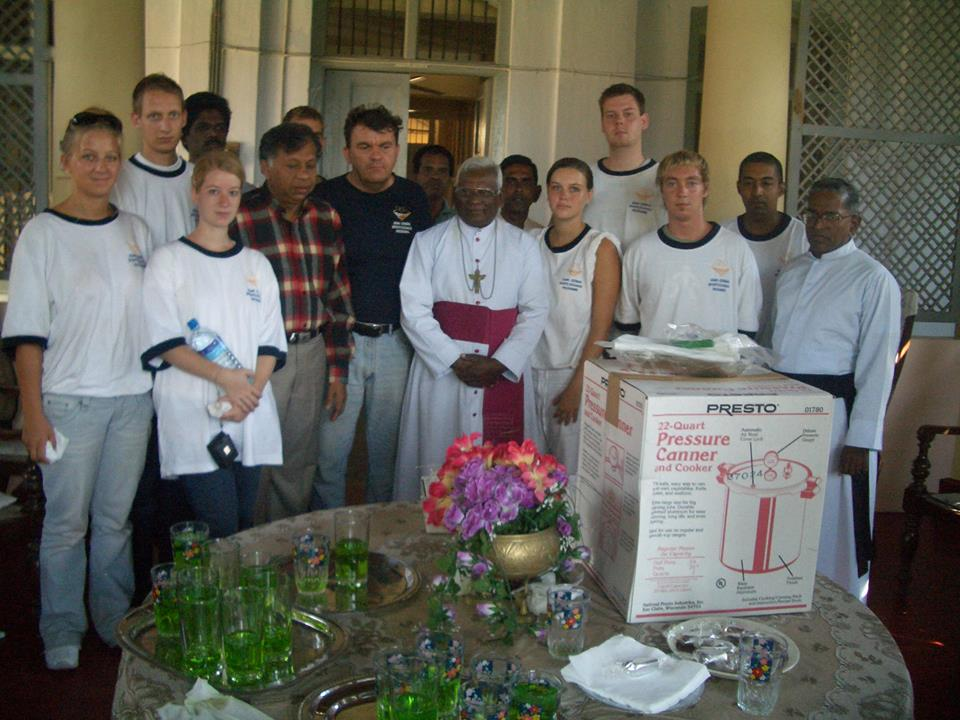
Bischof von Jaffna mit AGSEP-Delegation – Dietmar Doering, Sebastian Schmid, Kerstin Horaczek, Friederike Wagner-Vogel, Yvonne Seiler, Georg Schmidt-Colinet, Johannes Horstmann, Martin A. Bosshart und Sri Lankan koordinatoren Jayalath Jayawardena und Rajkumar Kanagasingam im Januar, 2005

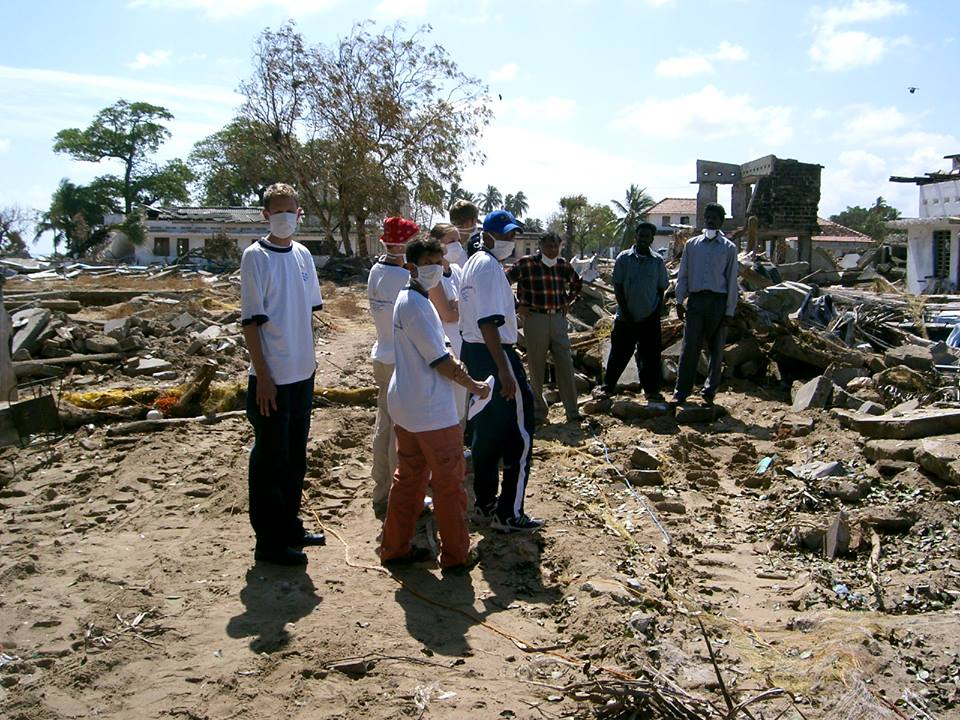
AGSEP-Delegation in Mullaitivu im Januar, 2005

Nach dem Erdbeben im Indischen Ozean 2004 wurden sowohl Aktionen zur Soforthilfe (Hilfstransporte, Bau von Wasseraufbereitungsanlagen) eingeleitet als auch Langzeitprojekte (Hilfe zur Selbsthilfe) ins Leben gerufen. Hierzu zählen u. a. die Errichtung von Trauma Relief Centern für Kinder und Jugendliche in den betroffenen Küstenregionen, die Einführung eines manuell betriebenen Frühwarnsystems, Planung, Durchführung und Auswertung landesweiter Umfragen über tatsächlich erfahrene Hilfe nach dem Tsunami zur Beurteilung der Arbeit von NPOs und NGOs in Sri Lanka, der Bau von Sportschulen und Kinderspielplätzen.

## International Master Games in Sri Lanka

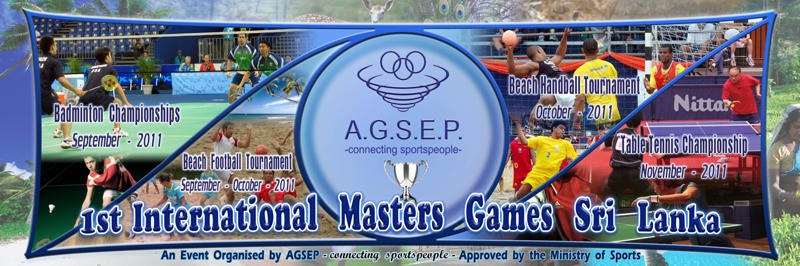
Master Games Sri Lanka

Die Organisation hat die International Master Games ausgerichtet, an denen von September bis November 2011 Wettkämpfer aus 30 Ländern teilnahmen. Die Sportler war zwischen 30 und 70 Jahren alt.
Die Sportarten waren: (Tischtennis, Badminton, Fußball, Handball, Beach Soccer). Die Master Games fanden in Städten wie Negombo, Kandy, Trincomalee, Galle, Marawila, Puttalam und Hambantota statt.
Mannschaften aus folgenden Ländern traten gegeneinander an: Deutschland, Frankreich, Italien, Norwegen, Niederlande, Belgien, Luxemburg, England, Österreich, Schweiz, Schweden, Schottland, Finnland, Dänemark, Polen, Russland, Irland und Japan, China, Malaysia, Indien, Pakistan, Malediven, Taiwan, Sri Lanka, Hongkong, Singapur, Indonesien, Südkorea und Vietnam.

## Literatur

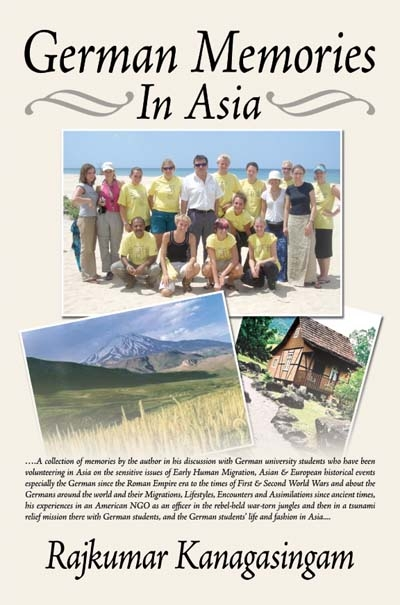